# 24188 Метьювейдж
24188 Метьювейдж (24188 Matthewage) — астероїд головного поясу, відкритий 6 грудня 1999 року.
Тіссеранів параметр щодо Юпітера — 3,516.